# متحف سمية
متحف سمية هو متحف خاص في مكسيكو سيتي. وهي مؤسسة ثقافية غير ربحية تضم اثنين من المباني التي تستخدم كمتحف في مكسيكو سيتي، بلازا كارسو وميدان لوريتو. يضم المتحف أكثر من 66,000 من الأعمال الفنية من 30 قرنا بما في ذلك تماثيل أمريكا الوسطى، والفن المكسيكي وذخيرة واسعة من أعمال شهادة الماجستير الأوروبية القديمة وسادة الفن الغربي الحديث: مثل أوغست رودان، سلفادور دالي، بارتولوميو استيبان موريللو وتينتوريتو. ويعتبر المتحف واحدا من المجموعات الأكثر اكتمالا من نوعها.
تمت تسمية المتحف نسبة إلى سمية دوميت، والتي توفيت في عام 1999م، وكانت زوجة مؤسس المتحف كارلوس سليم. تلقى المتحف لحضور 833,196 زائر في عام 2011 (السنة الافتتاحية للمبنى بلازا كارسو)،  وأكثر من مليون زائر في عام 2012م. وكذلك في عام 2013م،  وبهذا يتم ترتيب المتحف على أنه متحف الفن الأكثر زيارة في المكسيك والمتحف ذو تسلسل 56 الأكثر زيارة في العالم.